# Formation militaire initiale du réserviste
La formation générale initiale du réserviste (ou FGIR) (anciennement formation initiale du réserviste (ou FMIR)) est une formation permettant à des volontaires français de 17 à 40 ans, masculins ou féminins, d'acquérir les bases du savoir militaire leur permettant de souscrire un engagement à servir dans la réserve militaire (ESR). 
Ce cursus de formation permet à des personnes sans expérience militaire d'intégrer la réserve militaire. Le service national étant suspendu en France depuis 1996, ce dispositif permet de recruter des réservistes, autrefois fortement sollicités parmi les appelés du contingent, et formant la réserve opérationnelle.
La durée de la formation, les types des enseignements, les lieux d'apprentissages varient en fonction de l'armée dans laquelle la FGIR est effectuée.

## Armée de l’air
La FGIR au sein de l'armée de l'air se déroule comme suit :
- un jeune de nationalité française âgé de plus de 17 ans se rend dans un bureau air information (BAI) afin de retirer un dossier de candidature à la mi-septembre. Il peut également contacter directement une base aérienne afin que cette dernière lui fasse parvenir un dossier de candidature par courrier.
- début février, si le dossier est retenu, le candidat est convoqué pour une visite médicale préalable ;
- si la visite préalable est concluante, il est convoqué pour une période de formation de neuf jours généralement durant les vacances de Pâques ;
- durant cette période, des personnels militaires (généralement réservistes eux-mêmes) rattachés à un centre d'instruction et d'information des réserves de l'armée de l'air (CIIRAA) enseigneront aux élèves en FGIR les bases du savoir militaire : manœuvre à pieds, topographie, règlement et discipline militaire, organisation de l'Armée de l'air, transmissions, tir et combat ;
- à l'issue de ces dix jours, la promotion est présentée au drapeau ;
- le nouveau militaire est à nouveau convoqué pour une durée de seize jours en juillet ou en août pour une période d'adaptation en unité. Le choix de l'unité correspond au choix de la spécialité qui a été fait lors de l'établissement du dossier : agent de bureautique, manutentionnaire, fusilier de l'air, pompier de l'air, à titre d'exemples.

À ce stade, la personne brevetée de la FGIR a le rang d'un aviateur de deuxième classe.
L'année suivante, le réserviste peut être convoqué pour une durée de cinq jours généralement pendant les vacances de Pâques, afin de recevoir une formation plus poussée. Il s'agit de la formation militaire de base (FMB, aussi appelée Phase 1). Durant les vacances d'été de la même année, il peut être convoqué pour une durée de cinq jours afin de suivre la FMB/2 (ou Phase 2). 
La Formation Militaire Initiale du Réserviste de Haut Niveau (FGIR-HN) vise à recruter des réservistes officiers.

## Armée de terre
La FGIR se déroule en pratiquement deux semaines (treize jours depuis 2015, contre douze auparavant). Le citoyen apprend les règles de fonctionnement de l'armée, l'ordre serré, la marche au pas, la nomenclature des grades, le vocabulaire spécifique, le fonctionnement d'une arme, les droits et devoirs du soldat. Le maniement des armes tel que le FAMAS est primordial pour intégrer la réserve. Au cours de ces quelques jours, le citoyen vit comme un militaire, tant sur le terrain qu'en salle de classe. À l'issue de cette formation, une épreuve est organisée par les chefs de groupe pour évaluer chacun des élèves. En cas d'échec, plus principalement en IST-C (tir FAMAS) et PSC1 (brevet de secourisme), le candidat se voit refuser le diplôme de réserviste et n'est donc pas rémunéré. S'il réussit toutes les épreuves, un diplôme et un béret lui sont remis avec l'insigne de son arme. Le réserviste est affecté dans un régiment tenant compte de son choix et au plus proche de son domicile : 
- Infanterie (dont chasseurs alpins, infanterie de marine et parachutistes)
- Arme blindée cavalerie (dont chars de combat, chasseurs, hussards parachutistes...)
- Artillerie (incluant artillerie parachutiste, artillerie alpine et artillerie de marine)
- Génie (incluant génie parachutiste)
- Transmissions
- Train des équipages (incluant train parachutiste)
- ALAT
- Matériel.
- Légion Étrangère

À l'issue de la FGIR, le citoyen devient militaire de réserve comme soldat de deuxième classe.

## Marine nationale
Après avoir effectué une préparation militaire marine (PMM) dans l'un des centres de formation, la personne peut se porter candidate pour entrer dans la réserve opérationnelle de la Marine nationale. L'acceptation du dossier est décidée en fonction du classement dans la session PMM, des compétences, des capacités médicales et sportives et d'autres facteurs.
Si elle est acceptée, elle peut entrer en formation FGIR pour l'une des trois spécialités suivantes :
- guetteur de la flotte (GUETF) : formation de deux semaines à l'école navale (Lanvéoc-Poulmic) ;
- fusilier marin (FUSIL) : formation de deux semaines à l'école des fusiliers marins et des commandos marine (Lorient) ;
- marin-pompier de la flotte (MARPO) : formation de deux semaines au centre d'instruction naval (Saint-Mandrier-sur-Mer).

À la suite de sa formation, le stagiaire, matelot de réserve, signe un engagement à servir dans la réserve de trente jours annuels et reçoit une affectation en unité.

## Gendarmerie nationale
Voire article dédié.